# Conde Talbot

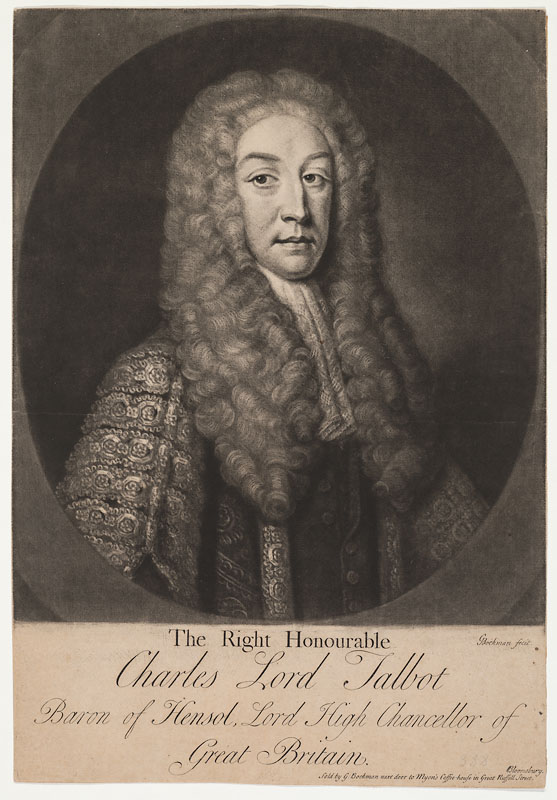
Charles Talbot, 1.º Barão Talbot, por Gerhard Bockman.

Conde Talbot é um título que foi criado duas vezes no Pariato da Grã-Bretanha. Este ramo da família Talbot descende do Honorável Sir Gilbert Talbot (falecido em 1518), terceiro filho de John Talbot, 2.º Conde de Shrewsbury. Seu tataraneto, o Reverendíssimo William Talbot, foi bispo de Oxford, de Salisbury e de Durham. Seu filho mais velho, Charles Talbot, foi um proeminente advogado e político. Em 1733, ele foi elevado à nobreza da Grã-Bretanha como Lorde Talbot, Barão de Hensol, no Condado de Glamorgan, e depois serviu como Lorde Alto Chanceler da Grã-Bretanha de 1733 a 1737.
Ele foi sucedido por seu filho mais velho, o segundo Barão. Ele serviu como Lorde Mordomo da Casa de 1761 a 1782. Em 1761, ele foi criado Conde Talbot e em 1780, Barão Dynevor, de Dynevor, no Condado de Carmarthen, no Pariato da Grã-Bretanha. O condado foi criado com o restante normal para os herdeiros masculinos de seu corpo, enquanto a baronia foi criada com o restante para sua filha Cecil, esposa de George Rice, e seus descendentes masculinos.

## História subsequente
Com a morte de William Talbot em 1782, o condado foi extinto, enquanto ele foi sucedido na baronia de Dynevor, de acordo com o restante especial, por sua filha Cecil (veja o artigo sobre o Barão Dynevor para a história posterior deste ramo da família). A baronia de Talbot foi passada para seu sobrinho John, o terceiro barão. Ele era filho do Honorável John Talbot (falecido em 1756), filho mais novo do primeiro Barão, e de sua esposa, a Honorável Catherine Chetwynde, filha de John Chetwynde, 2º Visconde de Chetwynde. Ele representou Castle Rising na Câmara dos Comuns. Em 1784, o condado foi revivido quando ele foi feito Visconde de Ingestre, no Condado de Stafford, e Conde Talbot, de Hensol, no Condado de Glamorgan. Ambos os títulos estavam no Pariato da Grã-Bretanha. Lord Talbot assumiu por licença real o sobrenome e o brasão de Chetwynd em 1786.
Após sua morte, os títulos passaram para seu filho, o segundo conde. Ele serviu ao Conde de Liverpool como Lorde Tenente da Irlanda de 1817 a 1821. Ele foi sucedido por seu segundo, porém mais velho, filho sobrevivente, o terceiro conde. Em 1856, com a morte de seu parente distante Bertram Arthur Talbot, 17º Conde de Shrewsbury e 17º Conde de Waterford, ele o sucedeu como décimo oitavo Conde de Shrewsbury e décimo oitavo Conde de Waterford. Para mais informações sobre ele e para mais informações sobre a história dos títulos, consulte o Conde de Shrewsbury.
Vários membros de ramos juniores da família também ganharam distinção:
- O Honorável John Chetwynd-Talbot, quarto filho do segundo Conde Talbot, foi pai de:

1. John Gilbert Talbot, membro do Parlamento de 1868 a 1910, que foi admitido no Conselho Privado em 1897 e que foi pai de:
Sir George John Talbot, um Juiz do Supremo Tribunal de Justiça, que foi admitido no Conselho Privado em 1937, e
Dame Meriel Lucy Talbot, uma assistente social feminina, e
2. O Reverendíssimo Edward Stuart Talbot, Bispo de Winchester de 1911 a 1923, que foi pai de
o Reverendíssimo Neville Stuart Talbot, Bispo de Pretória de 1920 a 1932.
- O Honorável Rev. George Gustavus Chetwynd-Talbot, quinto filho do segundo Conde Talbot, foi pai de:

1. Gustavus Talbot, Membro do Parlamento por Hemel Hempstead

## Barões Talbot (1733)
- Charles Talbot, 1.º Barão Talbot (1685–1737)
- William Talbot, 2.º Barão Talbot (1710–1782) (criado Conde Talbot em 1761)

### Condes Talbot (primeira criação, 1761)
- William Talbot, 1.º Conde Talbot (1710–1782)[1]

### Barões Talbot (1733; revertido)
- John Chetwynd-Talbot, 3.º Barão Talbot (1749–1793) (criado Conde Talbot em 1784)

### Condes Talbot (segunda criação, 1784)
- John Chetwynd Chetwynd-Talbot, 1.º conde Talbot (1749–1793)
- Charles Chetwynd Chetwynd-Talbot, 2.º Conde Talbot (1777–1849)
  - Charles Thomas Talbot, Visconde Ingestre (1802–1826)
- Henry John Chetwynd-Talbot, 18.º Conde de Shrewsbury, 18.º Conde de Waterford e 3.º Conde Talbot (1803–1868)